# Пуан (Республика Корея)
Пуа́н (кор. 부안군?, 扶安郡?, Buan-gun) — уезд в провинции Чолла-Пукто, Южная Корея.

## Города-побратимы
Пуан является городом-побратимом следующих городов:
- Мунгён, провинция Кёнсан-Пукто, Республика Корея
- Пхохан, провинция Кёнсан-Пукто, Республика Корея